# Barichneumon peregrinator
Barichneumon peregrinator är en stekelart som först beskrevs av Carl von Linné 1758.  Barichneumon peregrinator ingår i släktet Barichneumon och familjen brokparasitsteklar. Arten är reproducerande i Sverige. Inga underarter finns listade.